# Чёрноозерье
Чёрноозерье, Черноозерье — деревня в Саргатском районе Омской области России. Входит в состав Андреевского сельского поселения.

## История
Основана в 1727 г. В 1928 г. село Черноозерье состояло из 194 хозяйств, основное население — русские. Центр Черноозерского сельсовета Большереченского района Тарского округа Сибирского края.
Церковь однопрестольная в честь св. Николая Чудотворца построена усердием прихожан в 1870 году и освящена в 1877 году. Особо чтимых икон не было.

## География
Расположен в центре региона.

## Население
| 1926 | 2010 |
| ---- | ---- |
| 947  | ↘187 |

## Достопримечательности
- Позднепалеолитическая стоянка Черноозерье II на Черноозерской гриве — сезонный лагерь охотников на бизонов[6][7][8]
- Памятник мезолита Черноозерье VIa[9]
- Близ деревни Чёрноозерье в 1919 году базировался партизанский отряд красных